# Учісар
Учісар або Учхісар (тур. Uçhisar) — місто у Туреччині, центр провінції Невшехір.
Учісар розташований у межах Національного парку Гьореме, у його південно-західній частині.
Згідно з адміністративним поділом Туреччини місто Учісар розташовано у регіоні Центральна Анатолія.
Найближчі міста — Гьореме та Невшехір.

## Географія
Місто Учісар розташовано у центральній частині Анатолійського плоскогі́р'я.
Клімат континентальний, сухий.

## Геоморфологія
Околиці міста — акумулятивно-денудаційні долини, заповнені скелями-перібаджалари та іншими ерозійно-еоловими формами рельєфу.
Скеля-останець висотою 60 метрів, яка розташована у північно-східній частині міста, імовірно була перетворена на фортифікаційну та житлову споруду ще в період хетського царства. Частина скелі-фортеці та оглядовий майданчик на горі відкриті для туристів.
На південному сході місто обмежує Долина Голубів. На схилах Долини Голубів прокладена стежка, якою з Учісару можна дійти до міста Гьореме

## Економіка
Основа економіки міста — обслуговування відвідувачів Національного парку Гьореме.
У місті багато ресторанів. Працюють готелі. Продаж сувенірів — глиняний посуд, кухонне начиння з міді, назар (амулет) бонджуки.

## Транспорт
Налагоджено постійне автомобільне сполучення з містом Невшехір.
Через Учісар веде автомобільна дорога з Невшехіру до Гьореме.

## Галерея

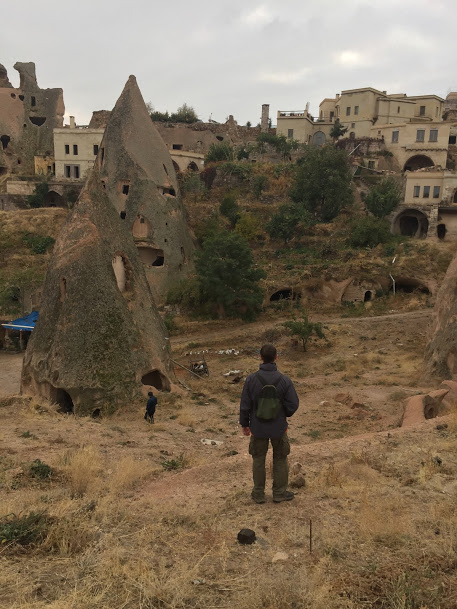
Учісар. Скелі-перібаджалари на околицях міста
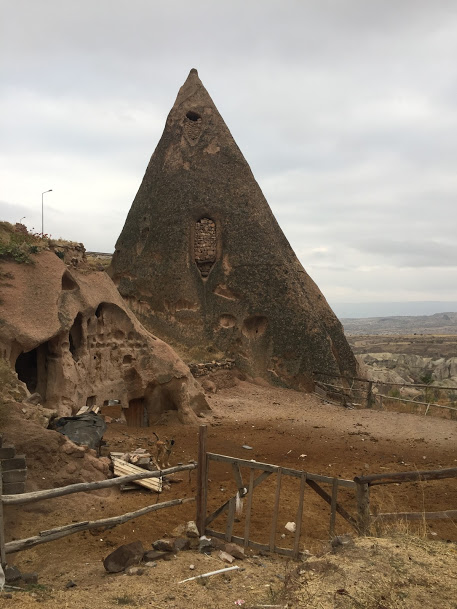
Учісар. Околиці міста. Природні форми рельєфу скелі-перібаджалари використовуються у господарстві